# タミル・イーラム解放のトラ
タミル・イーラム解放のトラ（タミル・イーラムかいほうのトラ、タミル語: தமிழீழ விடுதலைப் புலிகள், tamiḻ iiḻa viṭutalaip pulikaḷ、英語: Liberation Tigers of Tamil Eelam, LTTE）とは、かつてスリランカで武装闘争を行っていたタミル人のテロ組織である。タミル・タイガーとも表記される。
「イーラム」はスリランカを意味するタミル語で、トラは獅子（シンハ）つまりライオンの子孫を意味するシンハラ族に対抗するものであり、かつて南インドに強勢を誇ったタミル族の王朝・チョーラ朝の紋章でもあった。

## 概要

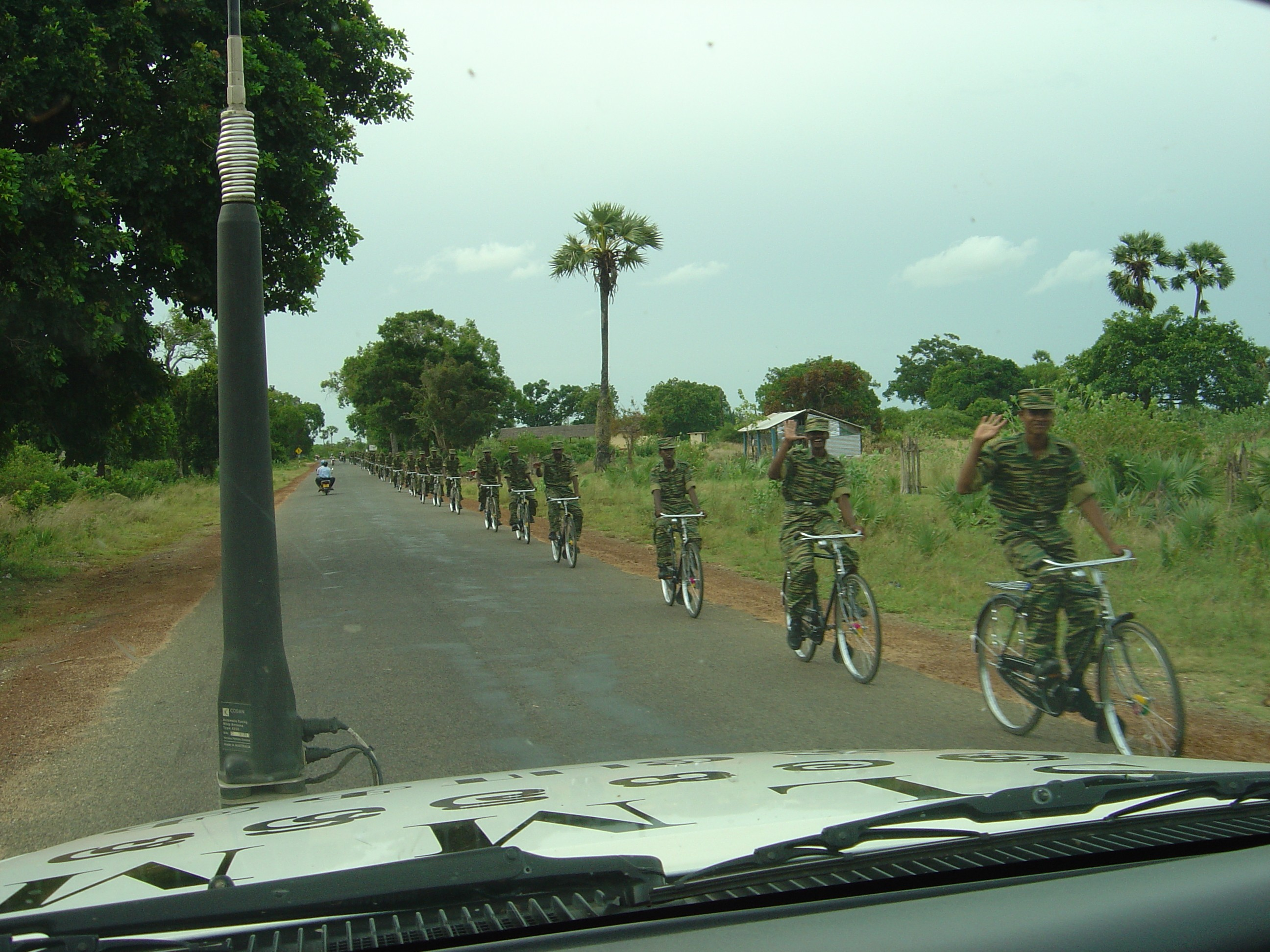
自転車歩兵部隊（2004年撮影）

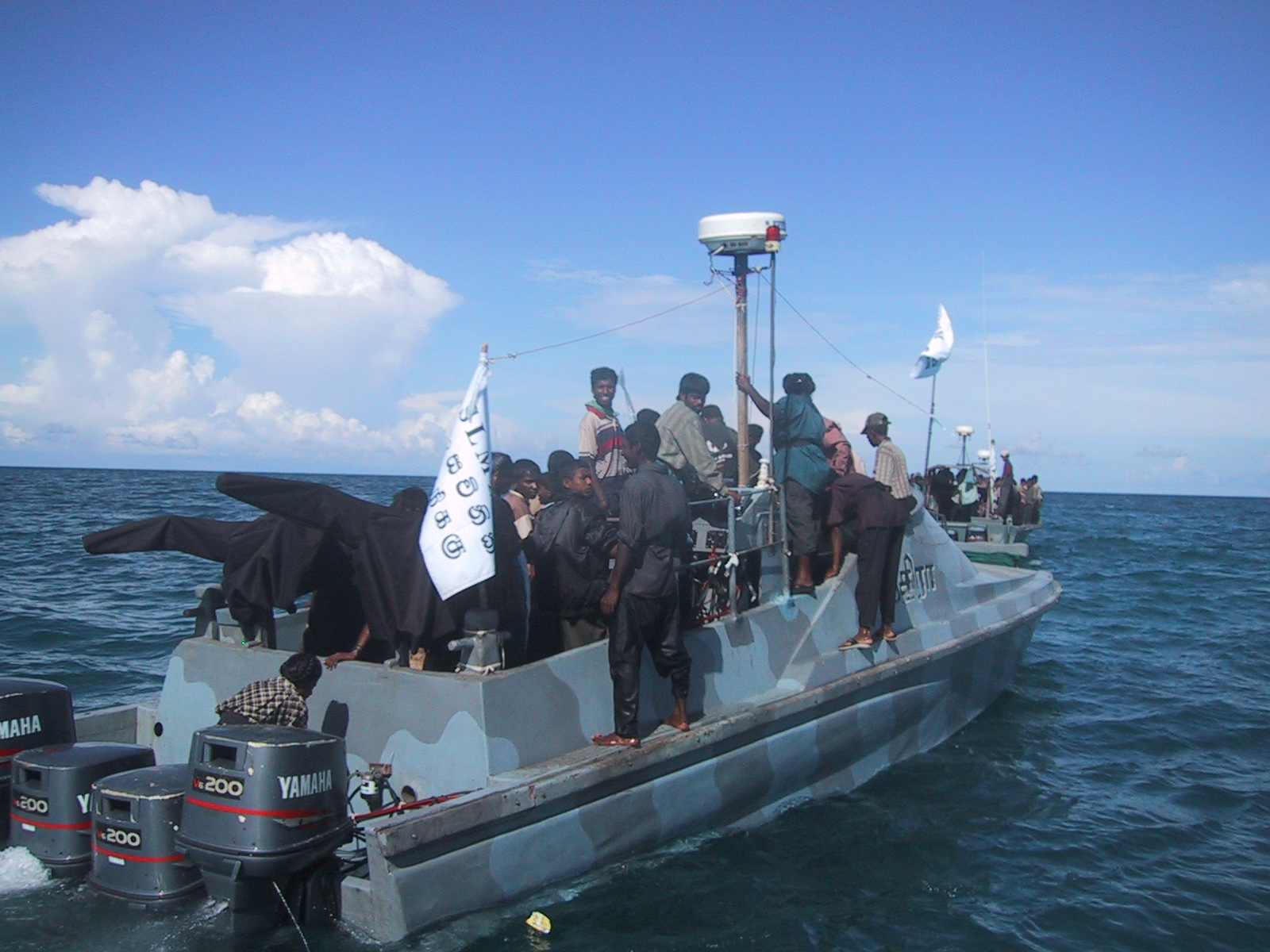
俗に「シー・タイガー」と呼ばれる海上部隊

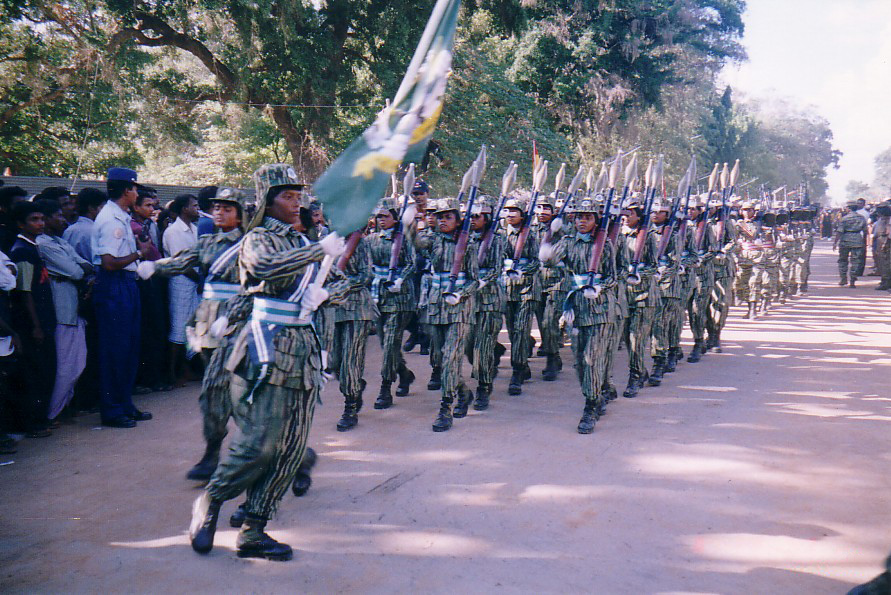
女性のみで構成された部隊

スリランカ北部と東部にタミル人の独立国家タミル・イーラムを建国し、スリランカからの分離独立の獲得を主張して設立された。インド共産党毛沢東主義派と連携しているという説がある。宗教的には世俗主義でマルクス・レーニン主義の影響を受けている。
リーダーはヴェルピライ・プラバカラン。兵力は約9,000名とされていたが、2004年にカルナ派分離により、2006年時点で約4,000名と推定された。世界タミル協会、世界タミル運動、在カナダ・タミル人協会連盟等の国際組織から合法的に開設された銀行口座を通して資金援助を受け、外貨獲得のために相手を問わない武器輸出を行っていた独立国家共同体（CIS）諸国や2006年から07年にかけて北朝鮮からも対戦車砲などの武器を調達していた。
保有武器は小火器が主体だが、戦車や、高速艇や潜水艇等の船舶、COIN機を中心とした小型航空機も有していた。
スリランカ北部と東部の沿岸州で軍事行動を展開していたが、ノルウェーを仲介して成立した停戦が破棄された後、政府軍の攻撃で組織的な軍事行動の範囲を狭め、2008年11月には約20年ぶりに政府軍が北部の西海岸を奪還、事実上の首都として機能してきたキリノッチも陥落した。
そして2009年5月17日にLTTEは敗北宣言をし、スリランカ政府とLTTEの四半世紀以上に亘る内戦は事実上終わりを告げた。19日にはプラバカラン議長の遺体が発見された。24日にはLTTEの国際関係部門のトップが声明を出し、議長の死亡を公式に認めた。声明では「我々は暴力に頼ることを諦め、民主的なプロセスを経てタミル人の民族自決権獲得を目指すことで合意した」としている。

## 設立

### 設立の背景
スリランカは多民族国家であり、人口の約74%がシンハラ人、約13%は古くから住んでいる「スリランカ・タミル人」、約5%がイギリス植民地時代にプランテーションへの労働力として移住させられてきた「インド・タミル人」である。植民地時代、シンハラ人（主に仏教徒）はイギリスの支配に対立・抵抗を続けたのに対し、比較的従順だったタミル人（主にヒンドゥー教徒）がイギリス政府に重用されていた。
1947年の議会選挙では1人1票制が採用され、シンハラ人がセイロン（当時）の政府で多数派を得た。1944年に設立されていた全セイロン・タミル会議（ACTC）はレバノン型の権力分割（50:50）を主張していたが、高地ではシンハラ人よりもインド・タミル人が多数派であり、独立直後の政府にとって脅威であったため、受け入れられることはなかった。その後インド・タミル人は1948年制定の『セイロン市民権法』により公民権を失い、1949年の『国会選挙法』により選挙権を失った。さらに1956年、ソロモン・バンダラナイケ政権は「シンハラオンリー法」を採択し、タミル人への差別が始まった。
セイロン政府は、悪化するスリランカ経済に対する不満をそらすために、シンハラ政策を推し進め、1965年にはシンハラ人による反タミル人・キャンペーン、民族浄化を提唱するスリランカ人民解放戦線が創設された。1970年に就任したシリマヴォ・バンダラナイケも、1978年に大統領に就任したジュニウス・リチャード・ジャヤワルダナもタミル人政策には着手しなかった。1972年制定のスリランカ共和国憲法でも、1978年制定のスリランカ民主主義共和国憲法でも、『仏教に至高の地位を与える』という条項は残り、タミル人への差別は続いた。

### LTTEの設立
タミル人の穏健派は、ACTC→タミル統一戦線（TUF）→タミル統一解放戦線（TULF）という変遷を経て、政治的手法を用いながらインドのタミル・ナードゥ州及びスリランカのタミル人居住区から成る統一タミル人国家の創設を主張した。
一方、1970年になると、タミル人に著しく不利な「大学入学の標準化政策」の阻止を目的に、武装した若者による過激派も形成されていく。1972年、タミル人の言語と教育を守るためには武器をとるのが唯一の方法と考えた当時18歳のプラバカランは、タミルの新しいトラ（英語: Tamil New Tiger, TNT）を設立、1975年にジャフナ市長を暗殺する。
1975年5月5日、TNTを母体にタミル・イーラム解放のトラ（LTTE）が設立され、ヴェルピライ・プラブハカランが議長及び軍司令官に指名された。その後、1977年と1981年にシンハラ人によるタミル人への暴動が起き、タミル人のLTTEを始めとする武装団体への支持が高まっていった。

## 闘争の経緯
1980年代に入ると、スリランカ政府は穏健タミル政党であるTULFを非合法化し、タミル人との対話を完全に断絶してしまう。一方、LTTEはゲリラの訓練をインド南部で行い、訓練キャンプを各地に設立し、本格的な武装闘争を展開し始める。
1983年7月23日、LTTEは地雷を用いた初めてのゲリラ攻撃を行い、政府軍兵士13人を殺害する。これをきっかけに7月25日、コロンボで大規模なシンハラ人によるタミル人への暴動（7月暴動、黒い7月）が起き、LTTEは分離独立運動を活発化していく。当初劣勢だった政府軍は、装備の充実に努め、1987年までにはLTTEを北部のジャフナに追い詰めることができた。
しかし、ここで親タミル的なインドが介入し、タミル人に物資を空中投下し、スリランカ政府に停戦の圧力を加えた。当時のスリランカ大統領ジャヤワルダナは、これに激怒し一時は宣戦布告も考えたが、結局交渉に入った。交渉での合意に従い、タミル人には自治権が与えられ、武装解除の義務を負うこととなった。停戦の監視には、インド平和維持軍（IPKF）が当たった。停戦後、平和が訪れたかに見えたが、今度はシンハラ人民族主義者がテロ活動を展開した。LTTEも、これを好機と見て武装闘争を再開した。インド平和維持軍は、LTTEに対して大規模な行動に出ることに決め、1988年5月には5万5千人の部隊をスリランカに駐屯させた。
1989年に当選したラナシンハ・プレマダーサ大統領は、大きくなりすぎたインド平和維持軍のプレゼンスを排除するために、LTTEとの交渉を再開し、休戦が発表された。存在意義を失ったインド平和維持軍は、スリランカ政府の執拗な要請の下、1990年3月に撤退した。同時にプレマダーサは、政府や与党統一国民党（UNP）要人へのテロを繰り返していたシンハラ人民族主義者組織であったスリランカ人民解放戦線（JVP）への掃討作戦を行い、4,500人から20,000人以上の死亡者が出たものの、JVPは武力闘争を放棄した。この間、LTTEもテロ活動を再開し、1991年5月21日には元インド首相ラジーヴ・ガンディーを暗殺、1993年5月1日にはプレマダーサ大統領を暗殺した。
1994年にチャンドリカ・クマーラトゥンガが大統領に当選し、三度LTTEとの交渉を再開したが決裂し、政府軍は大攻勢を展開して、1995年にLTTEの拠点ジャフナを奪取した。攻勢は継続されたが、決定的な勝利を収めることはできず、LTTEのテロにより治安情勢は顕著に悪化し、1998年には非常事態が導入された。1999年12月18日にはクマーラトゥンガ大統領の暗殺未遂が起き、これによりクマーラトゥンガは視力を失った。
2000年以降はノルウェーの調停で停戦していたが、LTTEの爆弾テロが止まらなかったため2006年にスリランカ軍が北部拠点の空爆を開始、政府は停戦破棄を否定したがLTTEは停戦破棄を宣言した。これを受け政府側も2008年1月3日にノルウェー政府に対し停戦破棄を通告、同16日に失効した。インドのライバルである中華人民共和国とパキスタンの大々的な援助をとりつけたマヒンダ・ラージャパクサ政権はLTTEの完全殲滅を目指し、各所で攻勢を掛けた。最終的に2009年5月17日、LTTEは敗北宣言を出したがその後も政府側の攻撃は続き、プラバカラン以下23名のLTTE幹部は19日までに全員死亡した。

## 年表
- 1972年 - ヴェルピライ・プラバカランによりTNT結成[12]。
- 1975年5月5日 - TNTを母体にLTTE創立[12]。
- 1978年7月 - スリランカ政府により非合法組織として活動を禁止される[12]。
- 1983年7月23日 - ジャフナにて地雷によるテロ。政府軍兵士13人を殺害[12]。
- 1985年4月 - イーラム人民革命解放戦線 (EPRLF) 、タミル・イーラム解放組織 (TELO)、イーラム革命学生組織 (EROS) とともにイーラム民族解放戦線 (ENLF) を形成[12]。
- 1985年5月14日 - 仏教の聖地、アヌラーダプラでシンハラ人146人を射殺[12]。
- 1986年5月17日 - ENLFを実質的に脱退と表明[12]。
- 1987年1月 - 徴税・教育・難民・農村開発等に加えテレビ放送・切手発行・交通裁判等の行政を担当すると発表。独立を宣言する[12]。
- 1987年4月21日 - コロンボで爆弾テロ、約150人が死亡[12]。
- 1987年5月19日 - 政府軍が建物を軍事施設化しないよう、ジャフナ図書館・野天劇場を爆破[12]。
- 1987年9月14日 - インド軍と初の軍事衝突[12]。
- 1989年4月15日 - 政府との和平会談を受諾、停戦に入る[12]。
- 1989年12月20日 - 選挙管理委員会より政治団体「解放の虎人民戦線」(PFLT) として認定を受ける[12]。
- 1990年4月12日 - 北・東部州での徴税中止[12]。
- 1990年6月7日 - バブニヤで政府軍と衝突。停戦が破られる[12]。
- 1991年5月21日 - 自爆テロにより元インド首相ラジーヴ・ガンディーを暗殺[12]。
- 1992年11月17日 - 自爆テロにより海軍司令官クランシ・フェルナンドを暗殺[12]。
- 1993年5月1日 - ラナシンハ・プレマダーサ大統領を暗殺（英語版）[12]。
- 1994年10月24日 - 大統領候補ガミニ・ディッサナヤキを暗殺[12]。
- 1995年1月7日 -大統領が国会で「LTTEと暫定停戦で合意した」と演説。事実上の停戦に入る[12]。
- 1995年4月18日 - LTTE、停戦破棄を一方的に宣言。翌19日、2隻の汽船を爆破[12]。
- 1995年10月17日 - 政府軍、ジャフナ半島奪還を目標とする「サンシャイン作戦」を発動[12]。
- 1995年12月2日 - 政府軍、ジャフナを制圧。LTTEは根拠地をキリノッチに移す[12]。
- 1996年1月31日 - 自動車爆弾により中央銀行の建物を爆破（スリランカ中央銀行爆破事件）、92人が死亡[12]。
- 1996年7月14日 - 列車を爆破、70人が死亡し、約600人が負傷[12]。
- 1996年7月18日 - 政府軍ムッライッティーヴー基地を奇襲、制圧。兵士1,200人が死亡[12]。
- 1996年9月29日 - 政府軍、キリノッチを制圧[12]。
- 1997年10月 - LTTE、大規模な反攻作戦を開始。政府軍は各地で敗北、3つの都市と多数の物資をLTTEに奪取される。[15]
- 1997年10月8日 - アメリカ、LTTEを含む30団体をテロリストと見なす公式発表[12]。
- 1998年1月26日 - 政府、スリランカ国内におけるLTTEの活動を非合法化、即日活動禁止[12]。
- 1998年3月5日 - コロンボ・マラダーナ駅付近で自爆テロ、37人が死亡[12]。
- 1998年5月17日 - 親政府派のジャフナ市長（タミル人）を暗殺[12]。
- 1998年9月28日 - LTTE、キリノッチを奪還。統一国民党党首のラニル・ウィクラマシンハは、政府軍の死傷者は約4,000名に上ると国会にて報告した[15]。
- 1999年9月18日 - シンハラ人の村落（3つ）を襲撃、56人が死亡[12]。
- 1999年11月 - 「絶え間ない波3」作戦でジャフナ半島への攻勢を強化[12]。
- 1999年12月18日 - コロンボでの集会で爆破、15人が死亡。チャンドリカ・クマラトゥンガ大統領は目を負傷[12]。
- 2000年4月23日 - LTTEの総反攻により、エレファント･パス基地陥落。多数の政府軍部隊がジャフナ半島北部に孤立する。
- 2000年 - ノルウェーの調停で停戦。
- 2001年7月24日 - LTTEの14名の特攻隊がコロンボ近郊の政府軍空軍基地と隣の国際空港を襲撃し航空機を爆破。戦闘機3機、ヘリ2機、練習機3機、旅客機3機を大破、旅客機3機が損傷した。これにはイスラエルから輸入したばかりのクフィル戦闘機や、国営航空会社のスリランカ航空の新型機であるエアバスA340が含まれる。この攻撃により、スリランカ航空の全12機の半数の6機が一夜で稼働不能となった（バンダラナイケ国際空港襲撃事件）[16]。
- 2002年2月22日 - LTTEと政府、ノルウェー政府の仲介で無期限停戦に合意。
- 2002年9月 - 政府、LTTEの非合法化を解除。タイでの第1回和平交渉を開始[17]。2003年6月18日の和平交渉までに地方選挙を行なうことで基本合意[16]。
- 2002年10月 - 第3回直接和平交渉が行われた。この段階でLTTE は目標をタミル人地域の独立から連邦制下の完全自治州の樹立に転換した。[18]
- 2003年4月 - LTTE、政府軍の撤退時期や撤退規模に不満を表明し、第7回和平交渉をキャンセル[16]。
- 2003年6月9日 - スリランカ復興支援会議開催。世界中の70ヶ国代表が東京に集まり、総額45億ドルの支援を決めた「東京宣言」を採択。LTTEは欠席[16]。
- 2003年10月 - 米国務省、LTTEを国際テロ組織と指定[16]。
- 2003年12月 - 長年要求していた分離独立を放棄し、連邦制を採用することで政府と合意[17]。
- 2004年12月19日 - スマトラ島沖地震が発生[16]。
- 2004年3月 - カルナ派がLTTEから分離[7]。スリランカ政府の離間工作によるものと見られ[誰によって?]、以後政府軍の支援を受けてLTTE中央に対し闘争を開始。
- 2004年4月、総選挙実施される。
- 2006年2月22日 - 政府とLTTE、ジュネーヴでの会談で2002年停戦合意を確認[16]。
- 2006年4月24日 - LTTE、ジュネーヴでの停戦協議予定の無期限離脱を宣言。テロ攻撃を開始[16]。
- 2006年 - 政府軍、LTTE北部拠点の空爆を開始。
- 2006年5月29日 - EU、LTTEをテロ組織と指定[16]。
- 2007年1月19日 - 政府軍、LTTEが住民を人間の盾としていた東部バッティカロア県ワーカライを奪取。LTTEは大量の武器弾薬を遺棄し、東部での支配権をほぼ喪失した。
- 2007年3月26日未明 - LTTE、チェコ製改造軽飛行機2機でコロンボの北35kmにある政府軍カトゥナーヤカ空軍基地を初空爆。兵士3人死亡、16人負傷、軍用ヘリ数機損傷、整備棟の一部が損壊[16]。
- 2007年7月 - 政府軍及びカルナ派、東部でのLTTE最後の拠点トッピガラを奪取。東部地域の全域が政府軍の支配下に置かれる。
- 2007年9月 - 政府軍、北部州マンナール県への侵攻作戦を強化。
- 2007年11月2日 - 政府軍、スリランカ北部キリノッチを空爆。LTTEのナンバー2で政治部門トップであり、和平交渉の窓口であったタミルセルバン（英語版）を含む6人が死亡。
- 2008年1月16日 - 政府、2002年停戦合意を破棄。同合意は失効[17]。
- 2008年4月6日 - 首都コロンボでLTTEのものと見られる爆弾テロにより、ジャヤラジ・フェルナンドプレ高速道担当相を含む少なくとも12人が死亡。
- 2009年1月3日 - 政府軍、キリノッチを制圧。
- 2009年1月25日 - 前年12月4日にLTTEの海軍基地Alampil（ムッライッティーヴー南方10km）に侵攻していた政府陸軍第59師団、LTTEの最後の都市拠点ムッライッティーヴーを制圧。
- 2009年4月26日 - LTTE側が停戦を宣言し、和平交渉の再開を政府側に申し入れるが、政府側はこれらを拒否。
- 2009年5月1日 - 日本政府が明石康を代表としてスリランカへ派遣し、政府・LTTE双方に非人道的戦術の抑制を訴えた。LTTEには降伏を、政府にはその速やかな受け入れを要請した。
- 2009年5月17日 - ムッライッティーヴーの海岸部を残し、LTTEの実効支配地域のほぼすべてを政府軍が制圧。事実上のLTTE壊滅状態。LTTE側も、セルバラサ広報委員長が戦闘放棄声明を発表、事実上の敗北宣言をした。
- 2009年5月19日 - ヴェルピライ・プラバカランの遺体が発見される。ラージャパクサ大統領は内戦終結を宣言する。プラバカランを始めとするLTTEの幹部23名は戦闘により全員死亡した。

## 闘争形態
奇襲作戦やゲリラ攻撃を得意としている。自爆テロで多くの要人を殺害している。LTTEの兵士は、イデオロギー工作によって植えつけられたシンハラ人に対する被害者意識で凝り固まっており、自己の生命もシンハラ人の生命の価値も一切評価しなかった。
海上部隊は「シー・タイガー」と呼ばれ、2007年中にはLTTEの輸送船への攻撃も含め、スリランカ海軍との海戦が頻発するなど、両者はしばしば衝突している。海上部隊の中には、かの震洋のように、爆薬を搭載した高速艇で敵艦に突入するための「ブラック・シー・タイガー」と呼ばれる部隊があり、自爆攻撃でスリランカ海軍の艦艇を撃沈している。
戦闘の本格化に伴い、2007年3月、LTTEは内戦史上初となる改造民間機を投入した航空攻撃を敢行した。近代的な防空システムを持たないスリランカ軍はゲリラ的な空襲に対して有効な対応を取ることが出来ず、低速のレシプロ機による首都爆撃をそのまま見過ごすという失態を演じた。
しかしながら、地上においては政府軍は北部及び東部での戦闘を優位に展開しており、一連の航空攻撃及び無差別テロの激化はLTTEの苦境を示すものではないかとも見られていた。
LTTEの新兵は、厳しい戦闘訓練と、偏った歴史認識の植え付けによるイデオロギー工作で洗脳され、シンハラ人を狙った殺人や自爆・自決を厭わなくなる。生きて敵の捕虜になることは固く禁じられており、LTTEの戦闘員は逮捕されそうになると自害する。自殺のために青酸カリが戦闘員全員に支給されている。自殺の代表例としては、1987年10月、政府海軍に逮捕されたLTTE17人は青酸カリで服毒自殺を図り、12人が死亡している。
一般のタミル人に向けては、例年11月27日（『英雄の日』ヴェラッピライ・プラバハカランの誕生日）にプラバカラン自身がLTTEの戦闘方針や指導方針について演説している。
LTTEの東部方面司令官だったビニャガマムーシ・ムラリタラン司令官（通称カルナ司令官）ら数百名が分派したカルナ派も、母体であるLTTEと同様にテロを多用するもので、2005年12月25日にはLTTEに近いタミル国民連合（TNA）のジョゼフ･パラジャシンハム議員暗殺事件を敢行したほか、2006年中に東部一帯で少年ばかり数百名を自軍に加える目的で拉致し、政府軍もこれを黙認したとされる。

## 少年兵問題
LTTEは、未成年者を少年兵として利用していると、国際連合児童基金や「国連安全保障理事会の子どもおよび武力紛争に関する作業部会」から非難されている。
LTTEの戦闘員は、タミル人の農村から未成年者を強制的に徴兵している。子供を戦争に送りたくない親達は、政府軍の支配地に逃れているが、それでもLTTEの戦闘員はどこからともなく現れ、子供を連れ去っている。子供が就学している場合、卒業後LTTEに入隊することを条件に徴兵を猶予されることもある。
強制的に徴兵された子供達は、LTTEの訓練キャンプにおいて毎日朝4時半から夜遅くまで、徹底的なイデオロギー工作を受ける。やがて、子供達は自分自身をタミル人のための「自由の戦士」と考えるようになり、自爆もいとわない戦闘員になる。訓練キャンプを卒業する際に、自決用の青酸カリが支給される。そして、今度は自分が子供達を兵士に勧誘する立場になる。
未成年者の徴兵は、タミル人内部でも批判の声があり、1990年代から子供を取られた両親や人権擁護組織は、子供達の返還を要求し始めた。1998年、国連の特別監視団がLTTEの支配地を訪問したが、LTTEは17歳未満の子供を徴兵していないと請け合った。しかしながら、両親達はこのことを信じておらず、LTTEの支配地から逃れることを選んでいる。
内戦が終結したスリランカでは、シンハラ人の青少年にはタミル語の習得を、もう一方のタミル人の青少年にはシンハラ語の習得を義務付ける法律が施行され、憎しみの連鎖を止める取り組みがなされている。